# Hallirhotius
Hallirhotius es un género de escarabajos  de la familia Chrysomelidae. En 1888 Jacoby describió el género. Contiene las siguientes especies:
- Hallirhotius achardi (Laboissiere, 1922)
- Hallirhotius africanus Jacoby, 1888
- Hallirhotius bayoni (Laboissiere, 1929)
- Hallirhotius concinnus Weise, 1912
- Hallirhotius flavomarginatus (Jacoby, 1882)
- Hallirhotius nigripennis Laboissiere, 1940
- Hallirhotius quafrimaculatus Weise, 1902